# Roswitha Benda
Roswitha Benda, auch Vitesha Benda (* 1947 in Österreich) ist eine österreichisch-deutsche Schauspielerin und Hörspielsprecherin.

## Leben und Karriere
Benda absolvierte eine Schauspielausbildung am Max Reinhardt Seminar in Wien. In Österreich debütierte sie am Theater in der Josefstadt und spielte später am Burgtheater. Während den 1970er-Jahren wirkte sie an deutschen Fernsehfilmen mit, in manchen Fällen unter dem Namen Roswitha Bender. Sie stand neben anderen Produktionen für die Fernsehfilme Der Liebestrank, Michael Brauns Ein Toter stoppt den 8 Uhr 10 und Wolfgang Liebeneiners Der Hutmacher vor der Kamera. Ab 1979 spielte Benda in mehreren Filmrekonstruktionen der ZDF-Sendung Vorsicht Falle! von Eduard Zimmermann mit. Sie trat außerdem in der Krimiserie Ein Fall für zwei und in Heinz Schirks Fernsehfilm Mordnacht aus der Reihe Tatort auf. Später hatte sie weiterhin Rollen in den Filmfällen der Sendung Aktenzeichen XY … ungelöst und war 2014 im Film Pater Rupert Mayer von Damian Chapa zu sehen, der auf dem Leben von Rupert Mayer basiert.
Unter der Regie von Heikedine Körting war Roswitha Benda ab den 1970er-Jahren in zahlreichen Hörspielproduktionen des Labels Europa zu hören, so etwa in der Rätsel-Serie von Enid Blyton, aber auch in Die Hexe Schrumpeldei, Heidi und H. G. Francis’ Gruselserie. In den 1980er-Jahren sprach sie weiterhin verschiedene Rollen in der Hörspielserie Geisterjäger John Sinclair von Tonstudio Braun, darunter in einer wiederkehrenden Rolle als Atlanterin Kara.
Daneben stand Benda auch für zahlreiche Theaterinszenierungen in Deutschland auf der Bühne. So war sie etwa in Frankfurt am Main am Schauspielhaus Frankfurt tätig, aber auch in Hamburg am St. Pauli Theater, dem Ernst-Deutsch-Theater und bei den Hamburger Kammerspielen. Darüber hinaus war sie an Inszenierungen des Stadttheaters Heilbronn, des Düsseldorfer Schauspielhauses, sowie des Rheinischen Landestheaters Neuss beteiligt. Sie spielte unter anderem Rollen in Stücken der Regisseure Axel von Ambesser, Imo Moszkowicz, Boy Gobert, Karl-Heinz Stroux, Leopold Lindtberg, Walter Davy, Leonard Steckel und Richard Münch.
Beim Schlosstheater Celle war Benda ab dem Jahr 2000 in der Einpersoneninszenierung von William Martin Russells Shirley Valentine zu sehen. In Celle war sie drei Jahre lang am Schlosstheater tätig. Im Stück Für mich soll's rote Rosen regnen von Regisseur James Edward Lyons spielte Benda am Theater Bielefeld, Theater an der Kö, Fritz Rémond Theater und dem stadtTheater walfischgasse in den folgenden Jahren eine ältere Hildegard Knef. Für die im Apollo Theater in Stuttgart (2010–2012) und Metronom Theater in Oberhausen (2012–2013) aufgeführten Inszenierungen des Musicals Ich war noch niemals in New York war sie neben anderen eine der Besetzungen für die Rolle der Maria Wartberg. Danach war sie als Daidalos im Stück Sommer 14 – Ein Totentanz, basierend auf dem gleichnamigen Werk von Rolf Hochhuth, am Theater am Schiffbauerdamm in Berlin engagiert. An der Inszenierung waren unter anderem Ottfried Fischer, Mathieu Carrière, Caroline Beil, Udo Walz und Reiner Schöne beteiligt.
In jüngerer Vergangenheit tritt Benda vermehrt unter dem Künstlernamen Vitesha Benda auf. Sie lebt in Köln.

## Hörspiele (Auswahl)
- 1972: in Zum Beispiel diese fünf Frauen (Ein Versuch für den Hörfunk) – Regie: Hartmut Kirste (SWF)
- 1972: in Mah Jongg – Das Spiel der Spiele (Radio-Comic) – Regie: Walter Adler und Peter Zwetkoff (SWF)
- 1976: als Mrs. Mellon in Der kleine Lord – Regie: Heikedine Körting (Europa)
- 1976–1980: als Fräulein Pfeffer in Enid Blytons Rätsel-Serie – Regie: Heikedine Körting (Europa), 4 Folgen
- 1976: als Sekretärin in Detektiv Clipper: Die Entführung (2) – Regie: Heikedine Körting (Europa)
- 1978: verschiedene Rollen in Die Hexe Schrumpeldei – Regie: Heikedine Körting (Europa), 2 Folgen
  - als Schwarzkunstbuch in  … und der wilde Hexensabbat (6)
  - als Bürgerin und Porzellanhändlerin in … und die Walpurgisnachthexerei (7)
- 1978: als Barbel in Heidi – Regie: Heikedine Körting (Europa), 3 Folgen
- 1979: als Mutter in Lauter Sachen zum Hören und Lachen – Regie: Heikedine Körting (Europa), 1 Folge
- 1980: als Fräulein Beck in Bille und Zottel: Zwei unzertrennliche Freunde (2) – Regie: Heikedine Körting (Europa)
- 1981: als Susan Clayton in H. G. Francis’ Gruselserie: Die tödliche Begegnung mit dem Werwolf (14) – Regie: Heikedine Körting (Europa)
- 1983: verschiedene Rollen in Roman-Serie – Regie: Heikedine Körting (Europa), 2 Folgen
  - als Frau Berger in Retten Sie Ihr Kind, Dr. Lindemann (7)
  - als Frau Koch in Hatte er seine eigene Hochzeit vergessen? (10)
- 1984–1991: verschiedene Rollen in Geisterjäger John Sinclair – Regie: Erwin Scherschel (Tonstudio Braun), 10 Folgen
  - 1984: als Schwester Mandy in Ein schwarzer Tag in meinem Leben (34)
  - 1985: als Cleo und Chor der Teufelsfrauen in Liebe, die der Teufel schenkt (53)
  - 1986–1988, 1991: als Kara in 8 Folgen
- 1985: in Früh-Stück – Regie: Ulrich Lauterbach (HR)
- 1986: als Heidi in Kriminalhörspiele: Ausgerechnet Achternholt (39) – Regie: Werner Klein (WDR)
- 1987: in An der schönen schwarzen Donau. Bei Nacht besehen  – Regie: Klaus Ickert (HR)
- 2001: als Debbie in Die drei ???: Tal des Schreckens (98) – Regie: Heikedine Körting (Europa)
- 2007–2008, 2013: verschiedene Rollen in Sherlock Holmes (Maritim), 4 Folgen
  - als Eliza Barrymore in Der Hund der Baskervilles (18)
  - als Mrs. Kirwan in Der Landadel von Reigate (20)
  - als Mrs. Maberley in Die drei Giebel (31)
  - als Mrs. Proppett in Der verschwundene Sherlock Holmes (62)
- 2007, 2009: verschiedene Rollen in Dreamland-Grusel – Regie: Thomas Birker (Dreamland Productions), 2 Folgen
  - als Susan Clayton in Wolfsnächte (5)
  - als Frau Lutterbeck in Die Vampir-Oma und ihre Kleinen (7)
- 2008–2009: verschiedene Rollen in Kurier Preston Aberdeen (Maritim)
  - als Mrs. Foster in Ein Paket von Mrs. Foster (5)
  - als Fitzgerald in Ein todsicheres Versteck (8)
- 2008–2009: verschiedene Rollen in Meister des Schreckens (Maritim)
  - als Caroline Frankenstein in Frankenstein (4)
  - als Lady Narborough in Das Bildnis des Dorian Gray (6)
- 2008: als Mrs. Bidick in Die größten Fälle von Scotland Yard: Sein letzter Fall (5) (Maritim)
- 2008: als Mrs. Viccary in Hercule Flambeau's Verbrechen: Schattenfeuer (1) (Maritim)
- 2008: als Lady Ellen in Pater Brown: Das Verhängnis der Darnaways (14) (Maritim)
- 2008: als Frau des Bürgermeisters in Der wundersame Lord Atherton: Tödliche Erfindungen 1 (5) (Maritim)

## Filmografie

### Filme
- 1963: Der Liebestrank (Fernsehfilm)
- 1972: Ein Toter stoppt den 8 Uhr 10 (Fernsehfilm)
- 1972: Der Hutmacher (Fernsehfilm)
- 1973: Kennen sie Fernsehen? (Kurzfilm)
- 1995: Tatort: Mordnacht (Fernsehfilm)
- 2014: Pater Rupert Mayer (Father Rupert Mayer)

### Fernsehsendungen und -serien
- 1979, 1983, 1985, 1987–1989: Vorsicht Falle! (Fernsehsendung, 6 Folgen)
- 1988, 1991: Ein Fall für zwei (Fernsehserie, 2 Folgen)
- 2005, 2008: Aktenzeichen XY … ungelöst (Fernsehsendung, 2 Folgen)
- 2007: Heimatgeschichten (Fernsehserie, 1 Folge)

## Synchron- und Sprechrollen
- 2009: Una Kay als Mrs. Witherspoon in Burning Mussolini
- 2009: als Großmutter in The Little Cars
- 2014: sich selbst als Margarete in Pater Rupert Mayer